# در سرزمین مقدسین و گناهکاران
در سرزمین مقدسین و گناهکاران (به انگلیسی: In the Land of Saints and Sinners) یک فیلم دلهره‌آور آماده اکران محصول سینمای ایرلند به کارگردانی رابرت لورنتس بر اساس فیلمنامه‌ای توسط مارک مایکل مک نالی و تری لون است. در این فیلم لیام نیسون، نقش شخصیت اصلی را بازی می‌کند. این دومین همکاری نیسون با کارگردان رابرت لورنتس پس از فیلم تیرانداز محصول ۲۰۲۱ است.

## داستان
سرزمین مقدسین و گناهکاران در یک دهکده دورافتاده ایرلندی اتفاق می‌افتد، جایی که یک قاتل تازه بازنشسته خود را درگیر یک بازی مرگبار گربه و موش با سه تروریست انتقام جو می‌یابد.

## تولید
فیلمبرداری اصلی برای مارس ۲۰۲۲ در ایرلند تنظیم شد. در سال ۲۰۲۲، فیلم عمدتاً در شهرستان دونگالا، جمهوری ایرلند، با فیلمبرداری اضافی در دوبلین فیلمبرداری شد. در آوریل ۲۰۲۲، نتفلیکس مشخص شد که حقوق پخش فیلم را در بریتانیا و جمهوری ایرلند از قبل خریداری کرده است.